# Tommaso Leonetti (arcivescovo)
Tommaso Leonetti (Montefiascone, 14 aprile 1902 – Capua, 28 dicembre 1981) è stato un arcivescovo cattolico italiano.

## Biografia

### Studi e sacerdozio
Nato a Montefiascone il 14 aprile 1902, entra nel seminario della locale diocesi, dove inizia gli studi, poi compiuti presso il Pontificio Collegio Leoniano di Anagni con il conseguimento della laurea in Teologia.
L'11 aprile 1925 è ordinato sacerdote nella cattedrale di Montefiascone dal vescovo Giovanni Rosi; fra il 1925 e il 1938 svolge l'incarico di segretario dello stesso vescovo e di cancelliere vescovile e dal 1929 insegna Lettere presso il seminario.
Secondo le necessità svolge a più riprese l'incarico di coadiutore festivo in varie chiese della città, nonché quello di notaio nel processo di esumazione di Lucia Filippini e in quello ordinario del cardinale Marcantonio Barbarigo.
Nel 1937 è eletto canonico teologo della cattedrale; nel 1938 diviene, nel settembre, rettore del seminario e nel novembre delegato vescovile.

### Episcopato
Il 14 aprile 1942 papa Pio XII lo nomina vescovo di Ferentino; riceve la consacrazione episcopale il 31 maggio 1942, sempre per le mani del vescovo Rosi, e prende possesso della diocesi il 15 agosto dello stesso anno.
Nei venti anni che trascorre a Ferentino deve affrontare le ultime fasi della guerra, adoperandosi per la salvezza dei suoi abitanti e della città stessa; ma soprattutto la difficile epoca della ricostruzione materiale e morale postbellica, a questo scopo gli anni 50 e 60 lo vedono impegnato sia nella riedificazione o edificazione ex novo di luoghi di culto anche nelle campagne, sia promuovendo e stimolando il nascente fenomeno dell'associazionismo a livello parrocchiale.
Il 10 luglio 1962 Giovanni XXIII lo trasferisce alla sede metropolitana di Capua, mantenendo l'amministrazione apostolica di Ferentino sino al 30 settembre 1962, data d'ingresso del successore Costantino Caminada.
Il suo ingresso ufficiale in Capua avviene invece il 15 settembre; presso questa sede svolgerà il proprio ministero fino al 1º marzo 1978, allorquando, per raggiunti limiti di età, si dimette. Durante il suo servizio a Capua assumerà anche l'amministrazione apostolica di Anagni, Veroli, Caserta e Caiazzo.
Muore il 28 dicembre 1981 nel palazzo vescovile di Capua. Il suo corpo viene sepolto nella cripta della cattedrale di Montefiascone.

## Genealogia episcopale
La genealogia episcopale è:
- Cardinale Scipione Rebiba
- Cardinale Giulio Antonio Santori
- Cardinale Girolamo Bernerio, O.P.
- Arcivescovo Galeazzo Sanvitale
- Cardinale Ludovico Ludovisi
- Cardinale Luigi Caetani
- Cardinale Ulderico Carpegna
- Cardinale Paluzzo Paluzzi Altieri degli Albertoni
- Papa Benedetto XIII
- Papa Benedetto XIV
- Papa Clemente XIII
- Cardinale Marcantonio Colonna
- Cardinale Giacinto Sigismondo Gerdil, B.
- Cardinale Giulio Maria della Somaglia
- Cardinale Carlo Odescalchi, S.I.
- Cardinale Costantino Patrizi Naro
- Cardinale Lucido Maria Parocchi
- Cardinale Andrea Carlo Ferrari
- Vescovo Giovanni Rosi
- Arcivescovo Tommaso Leonetti